# Pattinatori Artistici Torino
I Pattinatori Artistici Torino (PAT) sono una società sportiva fondata a Torino nel 1987 e affiliata alla FISG.

## Storia
Fin dal primo anno ha preso parte all'attività federale vincendo con i suoi atleti dei titoli italiani e portando alcuni atleti in nazionale. La società è affiliata anche alla UISP e partecipando ai Campionati Italiani, ha vinto vari titoli nel singolo e un titolo italiano con i gruppi collettivi oltre a altri titoli in coppa Europa. Negli anni 2014 e 2015 è stata società campione d'Italia UISP.
Ad oggi la società conta circa 600 tesserati.

## Strutture
La attività sportive della società si svolgono presso il PalaVela e presso il palazzetto del ghiaccio PalaTazzoli.